# Sarpsborg 08 Fotballforening 2013
Questa voce raccoglie le informazioni riguardanti il Sarpsborg 08 Fotballforening nelle competizioni ufficiali della stagione 2013.

## Stagione
La stagione cominciò con l'avvicendamento in panchina tra il vecchio allenatore, Roar Johansen, e il nuovo, Brian Deane. Il Sarpsborg 08 chiuse la stagione al 14º posto in classifica, dovendo così affrontare le qualificazioni all'Eliteserien per mantenere il posto nella massima divisione norvegese. Grazie al successo nel doppio confronto con il Ranheim, il Sarpsborg 08 raggiunse l'obiettivo. L'avventura nella Coppa di Norvegia 2013 terminò al secondo turno, con l'eliminazione per mano del Kvik Halden. Guðmundur Þórarinsson fu il calciatore più utilizzato con 34 presenze (30 in campionato, 2 in coppa e 2 nelle qualificazioni all'Eliteserien). Mohamed Elyounoussi fu invece il miglior marcatore, con 8 reti (6 in campionato e 2 nelle qualificazioni all'Eliteserien).

## Maglie e sponsor
Lo sponsor tecnico per la stagione 2013 fu Legea, mentre lo sponsor ufficiale fu Borregaard. La divisa casalinga era composta da una maglietta blu con una striscia verticale bianca sul petto, pantaloncini e calzettoni blu. Quella da trasferta era invece costituita da una maglia verde, con pantaloncini e calzettoni neri.
| Casa | Trasferta |

## Rosa
| N. |                      | Ruolo | Calciatore                 |
| -- | -------------------- | ----- | -------------------------- |
| 1  | Islanda (bandiera)   | P     | Haraldur Björnsson         |
| 3  | Spagna (bandiera)    | D     | Álvaro Baigorri            |
| 4  | Norvegia (bandiera)  | D     | Kjetil Berge               |
| 5  | Islanda (bandiera)   | C     | Þórarinn Ingi Valdimarsson |
| 6  | Norvegia (bandiera)  | D     | Christian Brink            |
| 7  | Norvegia (bandiera)  | A     | Martin Wiig                |
| 8  | Islanda (bandiera)   | C     | Guðmundur Þórarinsson      |
| 9  | Norvegia (bandiera)  | D     | Berat Jusufi               |
| 10 | Norvegia (bandiera)  | C     | Michael Røn                |
| 11 | Norvegia (bandiera)  | A     | Øyvind Hoås                |
| 12 | Norvegia (bandiera)  | C     | Olav Øby                   |
| 13 | Norvegia (bandiera)  | C     | Ole Heieren Hansen         |
| 14 | Norvegia (bandiera)  | C     | Badr Rahhaoui              |
| 15 | Norvegia (bandiera)  | D     | Sindre Wormdahl            |
| 17 | Danimarca (bandiera) | C     | Steffen Ernemann           |

| N. |                      | Ruolo | Calciatore               |
| -- | -------------------- | ----- | ------------------------ |
| 17 | Islanda (bandiera)   | C     | Ásgeir Börkur Ásgeirsson |
| 19 | Norvegia (bandiera)  | C     | Mathias Engebretsen      |
| 20 | Norvegia (bandiera)  | A     | Magnus Sylling Olsen     |
| 21 | Norvegia (bandiera)  | C     | Tobias Henanger          |
| 22 | Danimarca (bandiera) | C     | Claes Kronberg           |
| 23 | Norvegia (bandiera)  | C     | Tom Erik Breive          |
| 24 | Norvegia (bandiera)  | A     | Mohamed Elyounoussi      |
| 25 | Norvegia (bandiera)  | A     | Martin Hoel Andersen     |
| 26 | Norvegia (bandiera)  | D     | Martin Thømt Jensen      |
| 27 | Giamaica (bandiera)  | P     | Duwayne Kerr             |
| 28 | Francia (bandiera)   | D     | Derek Décamps            |
| 31 | Norvegia (bandiera)  | P     | Christian Sukke          |
| 41 | Norvegia (bandiera)  | P     | Sondre Aasbø             |
| 69 | Francia (bandiera)   | D     | Jérémy Berthod           |
| 99 | Nigeria (bandiera)   | A     | Aaron Samuel             |

## Calciomercato

### Sessione invernale(dal 01/01 al 31/03)
| Acquisti | Acquisti                   | Acquisti         | Acquisti      |
| R.       | Nome                       | da               | Modalità      |
| -------- | -------------------------- | ---------------- | ------------- |
| P        | Duwayne Kerr               |                  | svincolato    |
| D        | Jérémy Berthod             |                  | svincolato    |
| D        | Martin Thømt Jensen        | Moss             | definitivo    |
| C        | Ásgeir Börkur Ásgeirsson   | Fylkir           | prestito      |
| C        | Tobias Henanger            | Østsiden         | fine prestito |
| C        | Guðmundur Þórarinsson      | ÍBV Vestmannæyja | definitivo    |
| C        | Þórarinn Ingi Valdimarsson | ÍBV Vestmannæyja | prestito      |
| A        | Magnus Sylling Olsen       |                  | svincolato    |

| Cessioni | Cessioni         | Cessioni        | Cessioni      |
| R.       | Nome             | a               | Modalità      |
| -------- | ---------------- | --------------- | ------------- |
| P        | Frode Larsen     | Follo           | definitivo    |
| C        | Mehmed Divanović | Mornar          | definitivo    |
| C        | Morten Giæver    | Ullensaker/Kisa | definitivo    |
| C        | Stanley Ihugba   |                 | svincolato    |
| C        | Erik Jonvik      | KFUM Oslo       | definitivo    |
| A        | Glenn Roberts    |                 | svincolato    |
| A        | Nicolay Solberg  | Lillestrøm      | fine prestito |

### Sessione estiva(dal 15/07 al 10/08)
| Acquisti | Acquisti         | Acquisti  | Acquisti   |
| R.       | Nome             | da        | Modalità   |
| -------- | ---------------- | --------- | ---------- |
| D        | Derek Décamps    | Angers    | prestito   |
| C        | Steffen Ernemann |           | svincolato |
| A        | Aaron Samuel     | Vålerenga | definitivo |

| Cessioni | Cessioni                 | Cessioni    | Cessioni      |
| R.       | Nome                     | a           | Modalità      |
| -------- | ------------------------ | ----------- | ------------- |
| P        | Haraldur Björnsson       | Fredrikstad | prestito      |
| C        | Ásgeir Börkur Ásgeirsson | Fylkir      | fine prestito |
| C        | Mathias Engebretsen      | Moss        | prestito      |
| C        | Tobias Henanger          | Østsiden    | prestito      |
| C        | Michael Røn              | Kråkerøy    | definitivo    |
| A        | Øyvind Hoås              | Hønefoss    | definitivo    |

## Risultati

### Eliteserien

#### Girone di andata
| Arbitro: | Johnsen (Tønsberg) |

|                                    |           |                     |
| Vaagan Moen 62’ (rig.) Helstad 65’ | Marcatori | 7’, 60’ Elyounoussi |

| Arbitro: | Staberg (Harstad) |

|                    |           |                |
| Brink 42’ Wiig 55’ | Marcatori | 52’ Böðvarsson |

| Arbitro: | Hagen (Grue) |

|             |           |                 |
| Vilsvik 12’ | Marcatori | 15’ Elyounoussi |

| Arbitro: | Sandmoen (Kjelsås) |

|  |           |                         |
|  | Marcatori | 44’ Hamdallah 81’ James |

| Sogndal 21 aprile 2013, ore 18:00 5ª giornata | Sogndal       | 0 – 0 referto | Sarpsborg 08 | Fosshaugane Campus (2.418 spett.)\| Arbitro: \| Nilsen (Oslo) \| |
| Arbitro:                                      | Nilsen (Oslo) |               |              |                                                                  |

| Arbitro: | Hagen (Grue) |

|          |           |           |
| Wiig 37’ | Marcatori | 74’ Riski |

| Arbitro: | Hafsås (Trondheim) |

|  |           |           |
|  | Marcatori | 85’ Olsen |

| Arbitro: | Helgerud (Lier) |

|                                       |           |                  |
| Þórarinsson 54’ Olsen 60’ Berthod 64’ | Marcatori | 22’, 57’ Høiland |

| Arbitro: | Hansen (Feda) |

|                                                         |           |  |
| Andersen 26’ Johansen 49’, 77’ Ondrášek 63’ Nystrøm 90’ | Marcatori |  |

| Arbitro: | Berntsen (Vang) |

|                                              |           |                           |
| Nielsen 33’, 34’, 88’ (rig.) Elyounoussi 84’ | Marcatori | 52’ Olsen 65’ Þórarinsson |

| Arbitro: | Johnsen (Tønsberg) |

|                                              |           |                                 |
| Valdimarsson 38’ Þórarinsson 60’ Berthod 90’ | Marcatori | 7’, 45’ Berre 68’ Fredheim Holm |

| Arbitro: | Hansen (Feda) |

|                     |           |          |
| Pusic 20’ Finne 45’ | Marcatori | 64’ Wiig |

| Arbitro: | Skjerven (Kaupanger) |

|                   |           |            |
| Hoås 9’ Brink 48’ | Marcatori | 53’ Asante |

| Arbitro: | Kjensli (Oslo) |

|                                 |           |             |
| Linnes 45’ Chima 67’ Tripić 90’ | Marcatori | 27’ Berthod |

| Arbitro: | Rafiq (Oslo) |

|  |           |             |
|  | Marcatori | 51’ Johnsen |

#### Girone di ritorno
| Arbitro: | Hagen (Grue) |

|  |           |                 |
|  | Marcatori | 75’ Gulbrandsen |

| Arbitro: | Berntsen (Vang) |

|                                             |           |                                         |
| Børven 4’, 49’ Zajić 27’ Høgh 71’ Berre 81’ | Marcatori | 40’ Breive 61’ (aut.) González 78’ Wiig |

| Arbitro: | Døvle (Larvik) |

|                       |           |                                                      |
| Breive 33’ Samuel 54’ | Marcatori | 3’ Brenne 45’ Diomandé 55’ Storbæk 83’ Adjei-Boateng |

| Arbitro: | Hafsås (Trondheim) |

|                                        |           |                      |
| Hamdallah 29’ Matland 58’ Ulvestad 77’ | Marcatori | 88’ (aut.) Skagestad |

| Arbitro: | Sandmoen (Kjelsås) |

|  |           |           |
|  | Marcatori | 33’ Sagna |

| Arbitro: | Rafiq (Oslo) |

|                                  |           |          |
| Riski 51’ Hovda 87’ Vendelbo 88’ | Marcatori | 11’ Wiig |

| Arbitro: | Hafsås (Trondheim) |

|                       |           |                |
| Breive 66’ Samuel 90’ | Marcatori | 61’ Andreassen |

| Arbitro: | Skjerven (Kaupanger) |

|                     |           |  |
| Sola 57’ Lennon 90’ | Marcatori |  |

| Arbitro: | Johnsen (Tønsberg) |

|                                         |           |  |
| Kronberg 18’ Elyounoussi 45’ Samuel 48’ | Marcatori |  |

| Arbitro: | Skjerven (Kaupanger) |

|                   |           |                          |
| Samuel 43’ (rig.) | Marcatori | 73’ Chibuike 74’ Helland |

| Arbitro: | Staberg (Harstad) |

|                  |           |              |
| Vilhjálmsson 46’ | Marcatori | 60’ Ernemann |

| Arbitro: | Sandmoen (Kjelsås) |

|                                   |           |                    |
| Elyounoussi 28’, 45’ Ernemann 44’ | Marcatori | 2’ Askar 67’ Pusic |

| Arbitro: | Nilsen (Oslo) |

|                         |           |                         |
| Johnsen 14’ Storbæk 70’ | Marcatori | 44’ Samuel 74’ Kronberg |

| Arbitro: | Døvle (Larvik) |

|          |           |  |
| Wiig 58’ | Marcatori |  |

| Arbitro: | Kjensli (Oslo) |

|                        |           |                  |
| Sulimani 90’ Nisja 90’ | Marcatori | 77’ Valdimarsson |

#### Qualificazioni all'Eliteserien
| Arbitro: | Hagen (Grue) |

|            |           |  |
| Samuel 45’ | Marcatori |  |

| Trondheim 16 novembre 2013, ore 12:00 Finale - Ritorno | Ranheim   | 0 – 2 referto        | Sarpsborg 08 | DnB Arena (1.085 spett.) |
| \| \| \| \| \| \| Marcatori \| 35’, 59’ Elyounoussi \| |           |                      |              |                          |
|                                                        |           |                      |              |                          |
|                                                        | Marcatori | 35’, 59’ Elyounoussi |              |                          |

### Coppa di Norvegia
| Sarpsborg 17 aprile 2013, ore 18:00 Primo turno                           | Sparta Sarpsborg | 0 – 3 referto                           | Sarpsborg 08 | Sarpsborg st KG (591 spett.) |
| \| \| \| \| \| \| Marcatori \| 1’ Valdimarsson 24’ Jensen 57’ Kronberg \| |                  |                                         |              |                              |
|                                                                           |                  |                                         |              |                              |
|                                                                           | Marcatori        | 1’ Valdimarsson 24’ Jensen 57’ Kronberg |              |                              |

| Arbitro: | Hansen |

|             |           |  |
| Shabani 83’ | Marcatori |  |

## Statistiche

### Statistiche di squadra
| Competizione          | Punti | In casa | In casa | In casa | In casa | In casa | In casa | In trasferta | In trasferta | In trasferta | In trasferta | In trasferta | In trasferta | Totale | Totale | Totale | Totale | Totale | Totale | DR  |
| Competizione          | Punti | G       | V       | N       | P       | Gf      | Gs      | G            | V            | N            | P            | Gf           | Gs           | G      | V      | N      | P      | Gf     | Gs     | DR  |
| --------------------- | ----- | ------- | ------- | ------- | ------- | ------- | ------- | ------------ | ------------ | ------------ | ------------ | ------------ | ------------ | ------ | ------ | ------ | ------ | ------ | ------ | --- |
| Eliteserien           | 31    | 15      | 7       | 2       | 6       | 23      | 22      | 15           | 1            | 5            | 9            | 17           | 36           | 30     | 8      | 7      | 15     | 40     | 58     | -18 |
| Qual. all'Eliteserien | -     | 1       | 1       | 0       | 0       | 1       | 0       | 1            | 1            | 0            | 0            | 2            | 0            | 2      | 2      | 0      | 0      | 3      | 0      | +3  |
| Coppa di Norvegia     | -     | 0       | 0       | 0       | 0       | 0       | 0       | 2            | 1            | 0            | 1            | 3            | 1            | 2      | 1      | 0      | 1      | 3      | 1      | +2  |
| Totale                | -     | 16      | 8       | 2       | 6       | 24      | 22      | 18           | 3            | 5            | 10           | 22           | 37           | 34     | 11     | 7      | 16     | 46     | 59     | -13 |

### Statistiche dei giocatori
| Giocatore         | Eliteserien | Eliteserien | Eliteserien | Eliteserien | Coppa di Norvegia | Coppa di Norvegia | Coppa di Norvegia | Coppa di Norvegia | Coppe europee | Coppe europee | Coppe europee | Coppe europee | Qual. all'Eliteserien | Qual. all'Eliteserien | Qual. all'Eliteserien | Qual. all'Eliteserien | Totale   | Totale | Totale      | Totale     |
| Giocatore         | Presenze    | Reti        | Ammonizioni | Espulsioni  | Presenze          | Reti              | Ammonizioni       | Espulsioni        | Presenze      | Reti          | Ammonizioni   | Espulsioni    | Presenze              | Reti                  | Ammonizioni           | Espulsioni            | Presenze | Reti   | Ammonizioni | Espulsioni |
| ----------------- | ----------- | ----------- | ----------- | ----------- | ----------------- | ----------------- | ----------------- | ----------------- | ------------- | ------------- | ------------- | ------------- | --------------------- | --------------------- | --------------------- | --------------------- | -------- | ------ | ----------- | ---------- |
| S. Aasbø          | 0           | 0           | 0           | 0           | 0                 | 0                 | 0                 | 0                 |               |               |               |               | 0                     | 0                     | 0                     | 0                     | 0        | 0      | 0           | 0          |
| M. Andersen       | 1           | 0           | 0           | 0           | 0                 | 0                 | 0                 | 0                 |               |               |               |               | 0                     | 0                     | 0                     | 0                     | 1        | 0      | 0           | 0          |
| Á. Ásgeirsson     | 9           | 0           | 6           | 0           | 2                 | 0                 | 0                 | 0                 |               |               |               |               | 0                     | 0                     | 0                     | 0                     | 11       | 0      | 6           | 0          |
| Á. Baigorri       | 1           | 0           | 0           | 0           | 0                 | 0                 | 0                 | 0                 |               |               |               |               | 0                     | 0                     | 0                     | 0                     | 1        | 0      | 0           | 0          |
| K. Berge          | 26          | 0           | 3           | 0           | 2                 | 0                 | 0                 | 0                 |               |               |               |               | 2                     | 0                     | 0                     | 0                     | 30       | 0      | 3           | 0          |
| J. Berthod        | 22          | 3           | 3           | 0           | 0                 | 0                 | 0                 | 0                 |               |               |               |               | 0                     | 0                     | 0                     | 0                     | 22       | 3      | 3           | 0          |
| H. Björnsson      | 0           | 0           | 0           | 0           | 0                 | 0                 | 0                 | 0                 |               |               |               |               | 0                     | 0                     | 0                     | 0                     | 0        | 0      | 0           | 0          |
| T. Breive         | 27          | 3           | 3           | 1           | 1                 | 0                 | 0                 | 0                 |               |               |               |               | 2                     | 0                     | 0                     | 0                     | 30       | 3      | 3           | 1          |
| C. Brink          | 22          | 2           | 2           | 0           | 1                 | 0                 | 0                 | 0                 |               |               |               |               | 0                     | 0                     | 0                     | 0                     | 23       | 2      | 2           | 0          |
| D. Décamps        | 11          | 0           | 2           | 0           | 0                 | 0                 | 0                 | 0                 |               |               |               |               | 2                     | 0                     | 1                     | 0                     | 13       | 0      | 3           | 0          |
| M. Elyounoussi    | 29          | 6           | 2           | 0           | 1                 | 0                 | 0                 | 0                 |               |               |               |               | 2                     | 2                     | 0                     | 0                     | 32       | 8      | 2           | 0          |
| M. Engebretsen    | 1           | 0           | 0           | 0           | 1                 | 0                 | 0                 | 0                 |               |               |               |               | 0                     | 0                     | 0                     | 0                     | 2        | 0      | 0           | 0          |
| S. Ernemann       | 11          | 2           | 3           | 0           | 0                 | 0                 | 0                 | 0                 |               |               |               |               | 2                     | 0                     | 0                     | 0                     | 13       | 2      | 3           | 0          |
| O. Heieren Hansen | 24          | 0           | 2           | 0           | 2                 | 0                 | 0                 | 0                 |               |               |               |               | 2                     | 0                     | 0                     | 0                     | 28       | 0      | 2           | 0          |
| T. Henanger       | 2           | 0           | 0           | 0           | 0                 | 0                 | 0                 | 0                 |               |               |               |               | 0                     | 0                     | 0                     | 0                     | 2        | 0      | 0           | 0          |
| Ø. Hoås           | 9           | 1           | 1           | 0           | 1                 | 0                 | 0                 | 0                 |               |               |               |               | 0                     | 0                     | 0                     | 0                     | 10       | 1      | 1           | 0          |
| B. Jusufi         | 8           | 0           | 0           | 0           | 2                 | 0                 | 1                 | 0                 |               |               |               |               | 1                     | 0                     | 0                     | 0                     | 11       | 0      | 1           | 0          |
| D. Kerr           | 26          | 0           | 2           | 0           | 2                 | 0                 | 0                 | 0                 |               |               |               |               | 2                     | 0                     | 0                     | 0                     | 30       | 0      | 2           | 0          |
| C. Kronberg       | 29          | 2           | 3           | 0           | 2                 | 1                 | 0                 | 0                 |               |               |               |               | 2                     | 0                     | 0                     | 0                     | 33       | 3      | 3           | 0          |
| O. Øby            | 10          | 0           | 1           | 0           | 0                 | 0                 | 0                 | 0                 |               |               |               |               | 2                     | 0                     | 0                     | 0                     | 12       | 0      | 1           | 0          |
| B. Rahhaoui       | 0           | 0           | 0           | 0           | 0                 | 0                 | 0                 | 0                 |               |               |               |               | 0                     | 0                     | 0                     | 0                     | 0        | 0      | 0           | 0          |
| M. Røn            | 2           | 0           | 0           | 0           | 2                 | 0                 | 0                 | 0                 |               |               |               |               | 0                     | 0                     | 0                     | 0                     | 4        | 0      | 0           | 0          |
| A. Samuel         | 13          | 5           | 3           | 0           | 0                 | 0                 | 0                 | 0                 |               |               |               |               | 2                     | 1                     | 0                     | 0                     | 15       | 6      | 3           | 0          |
| C. Sukke          | 5           | 0           | 0           | 0           | 0                 | 0                 | 0                 | 0                 |               |               |               |               | 0                     | 0                     | 0                     | 0                     | 5        | 0      | 0           | 0          |
| M. Sylling Olsen  | 19          | 3           | 2           | 0           | 2                 | 0                 | 0                 | 0                 |               |               |               |               | 1                     | 0                     | 0                     | 0                     | 22       | 3      | 2           | 0          |
| M. Thømt Jensen   | 9           | 0           | 1           | 0           | 1                 | 1                 | 0                 | 0                 |               |               |               |               | 0                     | 0                     | 0                     | 0                     | 10       | 1      | 1           | 0          |
| G. Þórarinsson    | 30          | 3           | 2           | 0           | 2                 | 0                 | 0                 | 0                 |               |               |               |               | 2                     | 0                     | 0                     | 0                     | 34       | 3      | 2           | 0          |
| Þ. Valdimarsson   | 26          | 2           | 7           | 0           | 2                 | 1                 | 0                 | 0                 |               |               |               |               | 2                     | 0                     | 0                     | 0                     | 30       | 3      | 7           | 0          |
| M. Wiig           | 29          | 6           | 2           | 0           | 2                 | 0                 | 0                 | 0                 |               |               |               |               | 1                     | 0                     | 0                     | 0                     | 32       | 6      | 2           | 0          |
| S. Wormdahl       | 0           | 0           | 0           | 0           | 0                 | 0                 | 0                 | 0                 |               |               |               |               | 0                     | 0                     | 0                     | 0                     | 0        | 0      | 0           | 0          |